# Aleksandar II., ruski car
Aleksandar II. (Moskva, 17. travnja 1818. -  Petrograd, 13. ožujka 1881.) je bio ruski car i veliki vojvoda Finske od 1855. godine.

## Mladost
Aleksandar je bio najstariji sin cara Nikola I. Tijekom mladosti on dobiva tipičnu prinčevsku obuku svoga revolucionarnog doba. Dok ga je pjesnik i učitelj Vasilij Žukovski upoznavao s liberalnim kretanjima tadašnje Europe otac mu je vodio strogu konzervativnu, apsolutističku poliku. Još tijekom mladosti postaje svima očita kako je Nikola izgubio bitku za sinovljevu dušu kada on najodlučnije odbija da ima ikakvih poslova s vojskom. Ta činjenica je starog cara definitivno izluđivala, ali jednostavno ništa nije mogao učiniti zbog dobro znanih nemira iz njegovog neustavnog preuzimanja vlasti.

## Krimski rat
Nakon očeve smrti 2. ožujka 1855. miroljubivi Aleksandar je postao car države uhvaćene u Krimski rat protiv svih preostalih europskih sila s izuzetkom Prusije. Tijekom samog početka vladavine dolazi do pada luke Sevastopolja u ruke saveznika. Kasniji ograničeni vojni uspjesi u odbijanju pomorskih desanata neprijatelja na luke u Azovskom moru i Bijelom moru s glavnim točkama sukoba kod mjesta Taganrog, Arhangelsk i Helsinki nisu mogli nikako donesti pobjedu. Caru je ubrzo postalo jasno kako se osnovni ruski vojni problem tada nalazio u državnoj zaostalosti. Suočen s pomorskom blokadom bez mogućnosti ozbiljnijeg uvoza vojne opreme i vrlo lošom transportnom mrežom od samo 1000 kilometara pruge Aleksandar je zaključio da mora zatražiti mir. U ponižavajućem mirovnom sporazumu iz 1. travnja 1856. ruska ratna mornarica se više nije smjela nalaziti u Crnom moru s otežavajućim zahtjevom u zabrani gradnje tamošnjih obalnih utvrđenja.

## Reforme
Uvidjevši na taj teži način svu zaostalost države car je donio neopozivu odluku o pokretanju velikih državnih reformi. Kao osnova zaostalosti društva u prvi tren je bila uzeto tadašnje još uvijek feudalno uređenje. Da bi se tome stalo na kraj poslije petogodišnjih priprema 1861. godine je napokon donesen zakon o ukidanju kmetstva. Druga reforma koja se obrzo po toj promjeni pokazala kao nužna je bila ona pravna pošto tada cijela država svoje upravljanje provodi s zakonima starim između jedne i dvije stotine godina. Kao osnovu za ovu promjenu iz 1864. godine se uzeo tadašnji pravni kodeks Francuske. 
Osnovni problem s Aleksandrovim zamišljenim reformama za povećanje tamošnje proizvodnje je bio očiti nedostatak financijskih sredstava. S jedne strane posljedice od Krimskog rata još nisu uspjele zacijeliti, a s druge strane najvažniji izvozni proizvod toga doba je bila pšenica. Kako država nije imala razvijenu transportnu mrežu ona se prodavala svijetu u nedovoljnim količinama za financiranje gradnje pruga i tvornica. Carevo rješenje na taj problem je bila prodaja Ruske Aljaske SAD-u za nešto više od 7 milijuna dolara ( to bi 2006. godine bilo 91 milijun ). Taj posao kao i većina drugih vanjskopolitičkih ovog cara je bila ubrzano dokazan pogreška. Taj novac kao i mnogi drugi se ubrzo uložio u željeznicu čije pruge će ovaj car tijekom svoje vladavine uvećati s 1000 na 22 000 kilometara. 

## Društvo
U prvim godinama vladavine Aleksandar je podijelio veliki broj amnestija prije zatvaranim protivnicima carskog režima. Ovo slobodno, ali i dalje autokratsko doba će veoma brzo završiti tijekom šesdesetih godina XIX stoljeća. Prvi udar tom njegovom liberalnom pogledu na svijet daruje Poljska pobuna iz 1863. godine. Iako zahvaljujući efikasnoj tajnoj službi pobunjenici nisu uspjeli osvojiti niti jedan grad nesposobnoj ruskoj vojsci će trebati godinu i pol da ga uguši. Zajedno s tim događajem u samoj Rusiji dolazi do pojavi mlade školovane klase koja se protivi carevom apsolutizmu i pokušava ga ubiti. Te želje za političkom promjenom Aleksandar nikada nije uspio shvatiti kao niti samu srž problema da je on sam s pokretanjem školovanja stvorio sebi neprijatelje koji sada opismenjeni sanjaju o slobodi. Njegovo javno izraženo razmišljanje početkom vladavine je bilo autokratizam s više slobode stanovnicima i modernizacijom zemlje. Svima neruskim narodima je istodobno rečeno da zaborave sve ideje o nezavisnosti i zabranjuje njihov jezik.  Onaj pozivitni dio njegove izjave o povećanju slobode stanovništva nakon prvog atentata iz 1866. godine je ubrzo izgubio svoje značenje.  

## Drugi rat
Događaji na Balkanu gdje su se slavenske državice zaratile s Osmanskim carstvom i počele potpuno očekivano gubiti svoj rat navodi Aleksandra da kao njihov zaštitnik objavi rat Istanbulu 24. travnja 1877. godine. U ratu tijekom kojega će Rusija biti spašena od katastrofalnog poraza tek uz pomoć svoga saveznika Rumunjske ona ipak ostvaruje nekakvu pobjedu, pa Osmansko Carstvo potpisuje mir 31. siječnja 1878. godine.   
Tijekom mirovnog sporazuma iz ovog posljednjeg Rusko-Turskog rata Rusija izlazi praznih ruku. Na mirovnim konferencijama u San Stefanu i Berlinu Srbija će dobiti status kraljevstva, Crna Gora nezavisnost, Bugarska autonomiju, Velika Britanija koja nije metak ispalila Cipar, a Austro-Ugarska sa sličnim vojnim angažmanom nakon političkih peripetija Bosnu. Jedina država koja dobiva jedno potpuno ništa ( s izuzetkom velikih žrtava ) je Rusija. Objava ovog mirovnog sporazuma je u svim ruskim gradovima dočekana s velikim ogorčenjem i ubrzo dovodi do velikog broja atentata na cara kojega se ispravno smatra glavnim i odgovornim krivcem za žrtve.

## Atentati
Pokušaji atentata na Aleksandra u stvarnosti nisu bili nikakva novost. Prvi atentat je izveden još 4. travnja 1866. godine od strane fakultetski obrazovanog Dimitrija Karakozova koji je pokušao ubiti cara iz pištolja dok se je on šetao u Petrogradu. Slučajni prolaznik je tada spriječio to ubojstvo. Poslije ovoga pokušaja niti jedan neće biti izveden sve do neugodnog mira iz 1878. godine kada su mnogi revolucionari osjetili svoju priliku. Također iz pištolja, također fakultetski obrazovani Aleksandar Soloviev je 20. travnja 1879. godine pokušao ubiti cara za vrijeme njegove šetnje po Petrogradu. U ovom komičnom pokušaju ubojstva car koji je tada imao 60 godina našavši se pred pištoljem je počeo trčati koliko ga noge nose. S druge strane atentator koji vjerojatno nikada prije nije koristio pištolj je pucao više puta uvijek promašivši. U sljedećem pokušaju te iste godine revolucionari iz pokreta Narodna volja odlučili su dignuti u zrak aleksandrov vlak. Kako je taj pokušaj bio neuspješan, u prosincu 1880. godine, atentatori su ponovno pokušali ubiti cara. I ovaj pokušaj je prošao bezuspješno. U ožujku 1881. revolucionari su postavili bombu u prostoriju u kojoj je car večerao. Iako je bomba eksplodirala pokušaj je bio potpuni promašaj. Ono što nisu uspjeli domaći revolucionari na kraju će uspjeti borcima za slobodu Poljske. 
13. ožujka 1881. godine dok je prolazio ulicama Petrograda, na carevu oklopne kočije bačena je bomba koja je ozlijedila veliki broj prisutnih civila. Iako bi svaki "normalni" državni dužnosnik pobjegao u sigurnost svoje palače humanist Aleksandar je zaustavio kočiju i izašao van da pomogne ranjenima. Tada je Ignatije Hryniewiecki bacio bombu na cara od koje on nekoliko sati kasnije umire.

## Ostavština
Carevo ubojstvo je ostavilo dvije katastrofalne posljedice po rusko društvo koje će neupitno dovesti do revolucija iz 1917. godine. Prva je ukidanje Aleksandrovog proglasa iz 13. ožujka 1881. godine kojim on zbog općeg narodnog nezadovoljstva tijekom posljednjih godina vladavine postavlja ograničenja na carev apsolutizam. Druga još tragičnija je negativna slika koju su u svojim glavama stvorili posljednji carevi dinastije Romanov. Njihovo osnovno razmišljanje u sljedećih 36 godina postaje naš otac-djed je davao sve narodu vraćeno mu je ubojstvom. Sve reforme s ciljem daljnje modernizacije i liberalizacije države se ukidaju s povratom državne ideje pravoslavlja, nacionalizma i neupitnog apsolutizma. Njegov sin i nasljednik Aleksandar III. će postati poznat po svojim "anti-reformama".
Današnji pogled na ovoga cara je s druge strane puno pozitivniji. Iako je bio jedini car koji ratom nije proširio svoju zemlju u Europi (proširio je Rusiju samo u centralnoj Aziji) tijekom posljednjih 150 godina i prodao je Aljasku (u Rusiji postoji vjerovanje da ju je samo iznajmio na 99 godina, ali SAD ju je odbio vratiti) to me se sve oprašta i slavi se kao veliki reformator kojemu se i danas još uvijek grade spomenici. U Bugarskoj ga se također slavi samo je on tamo osloboditelj tako da njegov veliki kip ponosno stoji u Sofiji. 
Za njegove vlasti, u Kaunasu (ondašnjem Kovnu) je sagrađen kompleks tvrđavâ.
| Prethodnik: | ruski car | Nasljednik:     |
| Nikola I.   | ruski car | Aleksandar III. |